# ابودواک
ابودواک در سومالی است که در galguduud واقع شده‌است.